# Goselinus
Gozelinus (zm. ok. 1132) – kardynał prezbiter S. Cecilia.
O jego pochodzeniu nie wiadomo nic. Powołany do Kolegium Kardynalskiego przez Honoriusza II, w lutym 1130 stanął po stronie Innocentego II, a przeciw antypapieżowi Anakletowi II. Występuje jako świadek na bullach papieskich datowanych między 24 marca 1129 a 15 lipca 1132.